# 18. Luftwaffen-Feld-Division
La 18. Luftwaffen-Feld-Division  (18e division de campagne de la Luftwaffe) a été l'une des principales divisions de la Luftwaffe allemande durant la Seconde Guerre mondiale.
Cette division a été formée en décembre 1942 à Soissons en France à partir du Flieger-Regiment 52..

À partir du 28 décembre 1942, la Division commence à faire mouvement vers Salies-de-Béarn à l'est de Bayonne. Le 8 janvier 1943, le transfert de la Division est terminé. Le 18 février 1943, la division entreprend un 2e transfert vers Libourne qui se termine le 21 février 1943. Un 3e transfert a lieu à partir du 6 avril 1943 vers Le Grand-Millebrugghe qui prend fin le 11 avril 1943.
Comme plusieurs autres Luftwaffen-Feld-Division le 1er novembre 1943, la Division est prise en charge par la Heer et est renommée 18. Feld-Division (L).
Le 23 août 1944 la division arrive dans le Vexin français pour contrer l'avancée de la 79e division d'infanterie (États-Unis) sur la tête de pont de Mantes-la-Jolie et éviter une progression dans le Vexin français. Avec ses régiments soutenu d'un régiment de la 17. Luftwaffen-Feld-Division, le Luftwaffen-Jäger-Regiment 33, puis des chars Tiger II de la 3ème compagnie du Schwere Panzer-Abteilung 503 et quelques Tiger II de la 1ère compagnie du 101e bataillon SS Panzer tiennent coûte que coûte la ligne Vétheuil, Fontenay-Saint-Père, Guitrancourt. Le 27 août une percée américaine brise la ligne de défense allemande autour de Fontenay-St-Père. Les régiments réduites de moitié après 5 jours d'attaques et contre attaques intensives, se replient sur les villages de Vienne-en-Arthies, Drocourt (Yvelines), Sailly (Yvelines), Brueil-en-Vexin et Issou. Le 28 jusqu'au 30 les restes fébrile mais vaillant de la 18.Feld-Divison ce repli tout en combattant vers l'Allemagne.
En septembre 1944, l'unité est dissoute et reversée dans la nouvelle 18e Division de Volksgrenadier qui participe activement à la Bataille des Ardennes.

## Commandement

Drapeau du commandant d'une division aérienne

| Début            | Fin              | Grade           | Nom                                                           |
| ---------------- | ---------------- | --------------- | ------------------------------------------------------------- |
| Décembre 1942    | 5 avril 1943     | Oberst          | Ferdinand-Wilhelm Freiherr von Stein-Liebenstein zu Barchfeld |
| 5 avril 1943     | 25 août 1943     | Generalmajor    | Wolfgang Erdmann (de)                                         |
| 25 août 1943     | 27 octobre 1943  | Generalmajor    | Fritz Reinshagen                                              |
| 27 octobre 1943  | 1er février 1944 | Generalleutnant | Wilhelm Rupprecht                                             |
| 1er février 1944 | Septembre 1944   | Generalleutnant | Joachim von Tresckow                                          |

## Chef d'état-major
| Début           | Fin               | Grade          | Nom                |
| --------------- | ----------------- | -------------- | ------------------ |
| 9 décembre 1942 | Janvier 1943      | Major          | Steuer             |
| Janvier 1943    | 22 février 1943   | Hauptmann      | Volrath Gerlach    |
| 23 février 1943 | 24 mai 1943       | Oberstleutnant | Alexander Olbrichs |
| 24 mai 1943     | 1er novembre 1943 | Oberstleutnant | Gerhard Hildebrant |

## Rattachement
| Janvier 1943 - Février 1943 : | Reserve / (Heeresgruppe D) Groupe d'armées D                                                     | ?                                        |
| Février 1943 - Mars 1943 :    | LXXXVI. Armeekorps / (AOK .1) 1re armée (Allemagne)/ (Heeresgruppe D) Groupe d'armées D          | basé à Rochefort                         |
| Avril 1943 - Avril 1944 :     | (LXXXII.) 82e corps d'armée/ (AOK .15) 15e armée (Allemagne)/ (Heeresgruppe D) Groupe d'armées D | basé dans la zone de Calais et Dunkerque |
| Mai 1944 -Juillet 1944        | (LXXXII.) 82e corps d'armée/ (AOK .15) 15e armée (Allemagne)/ (Heeresgruppe B) Groupe d'armées B | basé à Dunkerque                         |
| Août 1944                     | 1er SS-Panzerkorps/ 5. Panzerarmee/ (Heeresgruppe B) Groupe d'armées B                           | basé à Rueil dans le Vexin français      |

## Unités subordonnées
18.Luftwaffen-Feld-Division en 1943 :
- Luftwaffen-Jäger-Regiment 35
- Luftwaffen-Jäger-Regiment 36
- Panzer-Jäger-Abteilung Luftwaffen-Feld-Division 18
- Luftwaffen-Artillerie-Regiment 18
- Luftwaffen-Pionier-Bataillon 18
- Aufklärungs-Zug Luftwaffen-Feld-Division 18
- Luftnachrichten-Kompanie Luftwaffen-Feld-Division 18
- Kommandeur der Nachschubtruppen Luftwaffen-Feld-Division 18

18.Luftwaffen-Feld-Division en 1944 :
- Luftwaffen-Jäger-Regiment 35
- Luftwaffen-Jäger-Regiment 36
- Luftwaffen-Jäger-Regiment 48
- Füsilier-Bataillon 18 (L)
- Artillerie-Regiment 18 (L)
- Panzer-Jäger-Abteilung 18 (L)
- Pionier-Bataillon 18 (L)
- Nachrichten-Abteilung 18 (L)
- Feldersatz-Bataillon 18 (L)
- Divisionseinheiten 18 (L)